# FC Ameri Tbilisi
El FC Ameri Tbilisi fue un equipo de fútbol de Georgia. Fue fundado en el 2002 en la capital, Tiflis y que desapareció en 2009 por problemas financieros.

## Palmarés
- Copa de Georgia: 2

2006, 2007
- Supercopa de Georgia: 2

2006, 2007

## Competiciones europeas
| Temporada | Torneo   | Ronda             | Club          | Casa | Visita | Global      |
| --------- | -------- | ----------------- | ------------- | ---- | ------ | ----------- |
| 2006–07   | UEFA Cup | 1                 | Banants       | 0–1  | 2–1    | 2-2 (a)     |
| 2006–07   | UEFA Cup | 2                 | Hertha BSC    | 2–2  | 0–1    | 2-3         |
| 2007–08   | UEFA Cup | 1ª Clasificatoria | GKS Bełchatów | 2–0  | 0–2    | 2-2 (2–4 p) |

## Jugadores

### Jugadores destacados
- Lado Nadirashvili
- Davit Bolkvadze
- Givi Didava
- Grigol Dolidze
- Revaz Gotsiridze
- Vakhtang Khvadagiani
- Davit Mchedlishvili
- Rati Tsinamdzgvrishvili
- Frane Petricevic
- Sandro Iashvili
- Dimitri Tatanashvilli